# Atomi szokások
Az Atomi szokások - Apró változások, kiemelkedő eredmények  (angolul: Atomic Habits: An Easy & Proven Way to Build Good Habits & Break Bad Ones) című könyv egy 2018-ban megjelent, önsegítő, önfejlesztő mű, amelyet James Clear, a szokások kialakulásának kutatója írt. A megjelenését követő években igen népszerűvé vált az olvasók körében, számos nyelvre lefordították, így magyarra is; 2024 februárjáig nemzetközileg közel 20 millió példányban kelt el, és 164 hétig vezette a New York Times bestsellerlistáját.

## Új paradigma
Az emberek azt hiszik, ha változtatni akarnak az életükön, nagyban kell gondolkodniuk. James Clear azonban paradigmaváltásra bíztatott, Atomi szokások című könyvében állította, hogy a valódi változás mindig több száz apró döntés halmazati hatásának az eredménye. Akár olyan kis döntéseké, mint amilyen a napi öt perccel korábban ébredés, illetve csak egyetlen rövid telefonhívás engedélyezése több órán keresztül, vagy akár két naponta nem több, mint két fekvőtámasz következetes elvégzése. Ezeket atomi szokásoknak nevezte, és elmagyarázta, hogy ezek a miniatűr változtatások pontosan hogyan nővik ki magukat életet átalakító értékekké és megoldásokká. Állította, ezekből az atomi szokásokból alakulhat ki a  "mindennap 1 százalékkal jobb teljesítmény" hatásos rendszere.
Teóriája a gondolkodásmód fentiek szerinti megreformálásának lehetőségéről, valamint annak bizonyított gyakorlati alkalmazhatósága a mindennapokban, világhírhez segítette. Méltatói szerint az Atomi szokások átalakítja a haladással és sikerrel kapcsolatos gondolkodásmódot, a szükséges stratégia és az elengedhetetlen eszközök segítségével útmutatót ad a szokások átalakításához. Művét több neves lap is méltatta, többek között a The New York Times, a Forbes és a Time is.

## Magyarul megjelent
- James Clear: Atomi szokások (ford.: Kovács Zsuzsa) MotiBoks, Budapest, 2020, ISBN 9786155420818